# Olio di sabina
L'olio di sabina è una tintura ottenuta tramite la distillazione delle foglie e dei rami giovani della pianta del Ginepro sabina.
Da non confondere con l'olio Sabina, un olio extravergine di oliva (DOP) delle province italiane di Roma e Rieti.

## Usi
Nell'uso esterno l'olio di sabina veniva ampiamente utilizzato per trattare diverse affezioni cutanee tra cui verruche e ulcere sifilitiche, ma anche considerato valido trattamento contro disturbi come gotta e reumatismi.
Per l'uso interno l'olio veniva usato come emmenagogo, per indurre il flusso mestruale, e come terapia abortiva popolare, seppur con esiti talvolta anche mortali per la donna, a causa della sua elevata tossicità. Era considerato come un valente emostatico e vermifugo.
Nonostante la sua indubbia ed elevata tossicità, la validità del suo uso si è largamente sostenuta fino alla fine del XIX secolo:
Io considero che la savina sia uno dei farmaci più sicuri ed efficaci, con il vantaggio di potere essere somministrato senza alcun rischio.»
(Charles D. F. Phillips, Materia medica and Therapeutics, 1879)